# Premios Grammy Latinos
Los Premios Grammy Latinos (en inglés, Latin Grammy Awards) son unos premios estadounidenses otorgados por la Academia Latina de Artes y Ciencias de la Grabación, cuya sede está localizada en Miami. Reconocen la excelencia artística y técnica de la música grabada, mediante votaciones entre pares, para producciones musicales cantadas en español, portugués o en lenguas, dialectos o expresiones idiomáticas reconocidas en Iberoamérica. Según la Academia Latina de la Grabación, abarca América Latina, España, Portugal y la población latina de Canadá y Estados Unidos.
La primera entrega fue emitida en el año 2000 en los Estados Unidos por la cadena CBS. Fue el primer programa de televisión en español transmitido en horario de máxima audiencia por una cadena estadounidense; La estatuilla es muy similar a la versión original, solo que la base de esta es roja intensa, pero el gramófono sigue siendo dorado. La estatuilla de "Premio A La Excelencia Musical" tiene base roja idéntica a la original, pero el gramófono es color cobre. 
En 2005, la transmisión de la ceremonia pasó de CBS a Univision, donde la ceremonia es completamente en español. Desde ese año todas las ediciones hasta la fecha han sido transmitidas por Univision.
En noviembre de 2023 se llevó a cabo en Sevilla (España) lo que es la primera vez que los premios se celebran fuera de los Estados Unidos.

## Historia
La Academia Latina de Artes y Ciencias de la Grabación se formó a partir de la Academia Nacional de Grabación de Artes y Ciencias de Estados Unidos en 1997. Fue fundada por Michael Greene, Rudy Pérez y Mauricio Abaroa. La primera entrega anual del Latin Grammy se llevó a cabo en el Staples Center el 13 de septiembre de 2000 y fue transmitida por la cadena CBS, presentando 40 diferentes categorías. El 7 de julio de 2000, las nominaciones se anunciaron en Miami, Florida, Estados Unidos. Al año siguiente la ceremonia tuvo que ser cancelada debido a los atentados del 11 de septiembre de 2001, que fue el mismo día que la entrega iba a tener lugar. En 2002 la Academia eligió a su primera junta directiva independiente. 
En 2005 la emisión se trasladó a Univision. Los miembros votantes viven en distintas regiones de los EUA, así también fuera de los EE. UU., en regiones de Iberoamérica. Para ser elegible a una nominación para el Grammy Latino la canción o álbum debe haber sido grabado en español o portugués al menos en un 60% (antes fue 51% hasta 2024) y lanzado en Norteamérica, Centro Amérca, América del Sur, las naciones del Caribe, España o Portugal. El período de elegibilidad es desde el 1 de junio hasta el 30 de mayo para los respectivas categorías de premios de la ceremonia. Las grabaciones que entran por primera vez son revisadas para determinar qué categoría le corresponde. Después de que las papeletas de nominación se envían por correo por los miembros de la Academia, los votos se tabulan y las cinco grabaciones en cada categoría con el mayor número de votos son los nominados. Las papeletas de votación final se envían a los votantes y los ganadores se determinan y luego se mencionan en vivo en la gala. Los premios son usualmente repartidos en el tercer jueves en noviembre.
Hasta 2021, el presidente y director ejecutivo de la Academia Latina de la Grabación fue Gabriel Abaroa. En 2021, Manuel Abud fue promovido a presidente de la academia.
En 2024, por primera vez en 23 años, la gala se celebró fuera de Estados Unidos, siendo España el país elegido para celebrar la edición número 24 de estos premios. La ciudad anfitriona fue Sevilla.

## Cronología
| Año  | Ciudad                      | Lugar                      | Presentador(es)                                                        | Persona del Año                              | Ref.   |
| ---- | --------------------------- | -------------------------- | ---------------------------------------------------------------------- | -------------------------------------------- | ------ |
| 2000 | Los Ángeles, Estados Unidos | Staples Center             | Gloria Estefan Jennifer Lopez Jimmy Smits Antonio Banderas Andy García | Emilio Estefan                               | [ 12 ] |
| 2001 | Los Ángeles, Estados Unidos | Conga Room                 | Jimmy Smits Paul Rodríguez                                             | Julio Iglesias                               | [ 13 ] |
| 2002 | Los Ángeles, Estados Unidos | Kodak Theatre              | Gloria Estefan Jimmy Smits                                             | Vicente Fernández                            | [ 14 ] |
| 2003 | Miami, Estados Unidos       | American Airlines Arena    | George Lopez                                                           | Gilberto Gil                                 | [ 15 ] |
| 2004 | Los Ángeles, Estados Unidos | Shrine Auditorium          | George Lopez                                                           | Carlos Santana                               | [ 16 ] |
| 2005 | Los Ángeles, Estados Unidos | Shrine Auditorium          | Rebecca de Alba Eduardo Santamarina                                    | José José                                    | [ 17 ] |
| 2006 | New York, Estados Unidos    | Madison Square Garden      | Lucero Víctor Manuelle                                                 | Ricky Martin                                 | [ 18 ] |
| 2007 | Las Vegas, Estados Unidos   | Mandalay Bay Events Center | Lucero Eugenio Derbez                                                  | Juan Luis Guerra                             | [ 19 ] |
| 2008 | Houston, Estados Unidos     | Toyota Center              | Patricia Manterola Cristián de la Fuente                               | Gloria Estefan                               | [ 20 ] |
| 2009 | Las Vegas, Estados Unidos   | Mandalay Bay Events Center | Lucero Eugenio Derbez                                                  | Juan Gabriel                                 | [ 21 ] |
| 2010 | Las Vegas, Estados Unidos   | Mandalay Bay Events Center | Lucero Eugenio Derbez                                                  | Plácido Domingo                              | [ 22 ] |
| 2011 | Las Vegas, Estados Unidos   | Mandalay Bay Events Center | Lucero Cristián de la Fuente                                           | Shakira                                      | [ 23 ] |
| 2012 | Las Vegas, Estados Unidos   | Mandalay Bay Events Center | Lucero Cristián de la Fuente                                           | Caetano Veloso                               | [ 24 ] |
| 2013 | Las Vegas, Estados Unidos   | Mandalay Bay Events Center | Lucero Omar Chaparro Blanca Soto                                       | Miguel Bosé                                  | [ 25 ] |
| 2014 | Las Vegas, Estados Unidos   | MGM Grand Garden Arena     | Eugenio Derbez Jacqueline Bracamontes                                  | Joan Manuel Serrat                           | [ 26 ] |
| 2015 | Las Vegas, Estados Unidos   | MGM Grand Garden Arena     | Jacqueline Bracamontes Roselyn Sánchez                                 | Roberto Carlos                               | [ 28 ] |
| 2016 | Las Vegas, Estados Unidos   | T-Mobile Arena             | Roselyn Sánchez Sebastián Rulli                                        | Marc Anthony                                 | [ 29 ] |
| 2017 | Las Vegas, Estados Unidos   | MGM Grand Garden Arena     | Jaime Camil Roselyn Sánchez                                            | Alejandro Sanz                               | [ 30 ] |
| 2018 | Las Vegas, Estados Unidos   | MGM Grand Garden Arena     | Carlos Rivera Ana de la Reguera                                        | Maná                                         | [ 31 ] |
| 2019 | Las Vegas, Estados Unidos   | MGM Grand Garden Arena     | Ricky Martin                                                           | Juanes                                       | [ 32 ] |
| 2020 | Miami, Estados Unidos       | American Airlines Arena    | Víctor Manuelle Yalitza Aparicio Ana Brenda Contreras                  | No otorgado debido a la pandemia de COVID-19 | [ 34 ] |
| 2021 | Las Vegas, Estados Unidos   | MGM Grand Garden Arena     | Roselyn Sánchez Carlos Rivera Ana Brenda Contreras                     | Rubén Blades                                 | [ 35 ] |
| 2022 | Las Vegas, Estados Unidos   | Michelob Ultra Arena       | Laura Pausini Luis Fonsi Anitta Thalía                                 | Marco Antonio Solís                          | [ 36 ] |
| 2023 | Sevilla, España             | Fibes                      | Sebastián Yatra Danna Paola Roselyn Sánchez Paz Vega                   | Laura Pausini                                | [ 37 ] |
| 2024 | Miami, Estados Unidos       | Kaseya Center              | Roselyn Sánchez                                                        | Carlos Vives                                 | [ 38 ] |
| 2025 | Las Vegas, Estados Unidos   | MGM Grand Garden Arena     | -                                                                      | Raphael                                      |        |

## Categorías
Igual que en el caso de los Premios Grammy se entregan premios en cuatro categorías generales, más otros especializados según género musical. Actualmente se premian 53 categorías repartidas en diversos géneros musicales contando las cuatro principales.
- General
  - Grabación del Año
  - Álbum del Año
  - Canción del Año
  - Mejor Nuevo Artista
- Pop
  - Mejor Álbum Pop Contemporáneo
  - Mejor Álbum Pop Tradicional
  - Mejor Canción Pop
- Música Electrónica
  - Mejor Interpretación de Música Electrónica Latina
- Urbano
  - Mejor Álbum de Música Urbana
  - Mejor Canción de Rap/Hip Hop
  - Mejor Canción Urbana
  - Mejor Fusión/Interpretación Urbana
  - Mejor Interpretación Reggaeton

- Rock
  - Mejor Álbum de Rock
  - Mejor Canción de Rock
  - Mejor Álbum Pop/Rock
  - Mejor Canción de Pop/Rock
- Alternativa
  - Mejor Álbum de Música Alternativa
  - Mejor Canción Alternativa
- Tropical
  - Mejor Álbum de Salsa
  - Mejor Álbum de Cumbia/Vallenato
  - Mejor Álbum de Merengue/Bachata
  - Mejor Álbum Tropical Tradicional
  - Mejor Álbum Tropical Contemporáneo
  - Mejor Canción Tropical
- Cantautor
  - Mejor Álbum Cantautor
  - Mejor Canción Cantautor
- Mexicano
  - Mejor Álbum de Mariachi
  - Mejor Álbum de Banda
  - Mejor Álbum Tejano
  - Mejor Álbum Norteño
  - Mejor Álbum de Música Mexicana Contemporánea
  - Mejor Canción Regional Mexicana
- Instrumental
  - Mejor Álbum Instrumental
- Tradicional
  - Mejor Álbum Folclórico
  - Mejor Álbum de Tango
  - Mejor Álbum de Flamenco
  - Mejor Canción de Raíces
- Jazz
  - Mejor Álbum de Jazz Latino/Jazz
- Cristiano
  - Mejor Álbum Cristiano (En Español)
  - Mejor Álbum Cristiano (En Portugués)
- Campo de Lengua Portuguesa
  - Mejor Álbum de Pop Contemporáneo en Lengua Portuguesa
  - Mejor Álbum de Rock/Música Alternativa en Lengua Portuguesa
  - Mejor Álbum Samba/Pagode
  - Mejor Álbum de Música Popular/ Música Afro-Portuguesa Brasileña
  - Mejor Álbum de Música Sertaneja
  - Mejor Álbum de Música de Raíces en Lengua Portuguesa
  - Mejor Canción en Lengua Portuguesa
  - Mejor Interpretación de Música Urbana en Lengua Portuguesa

- Infantil
  - Mejor Álbum Infantil
- Clásico
  - Mejor Álbum de Música Clásica
  - Mejor Obra/Composición Clásica Contemporánea
- Arreglos
  - Mejor Arreglo
- Empaque
  - Mejor Diseño de Empaque
- Producción
  - Mejor Ingeniería de Grabación para un Álbum
  - Productor del Año
- Vídeo
  - Mejor Video Musical Versión Corta
  - Mejor Video Musical Versión Larga

### Premios especiales
Además de las categorías competitivas, la academia presenta cada año premios especiales:
- Persona del Año[41]
- Premio a la Excelencia Musical: entregado a artistas que han realizado contribuciones creativas de excepcional importancia artística en el campo de la grabación durante sus carreras.
- Premio del Consejo Ejecutivo: entregado a individuos que han realizado importantes contribuciones — excluyendo interpretaciones —  en el campo de la grabación durante sus carreras.

### Categorías descontinuadas
- Mejor Álbum de Pop Vocal Femenino
- Mejor Álbum de Pop Vocal Masculino
- Mejor Álbum de Pop Vocal por un Dúo o Grupo
- Mejor Álbum de Rock Vocal Solista
- Mejor Álbum de Rock Vocal por un Dúo o Grupo

## Ediciones
- 1.ª edición de los Premios Grammy Latinos
- 2.ª edición de los Premios Grammy Latinos
- 3.ª edición de los Premios Grammy Latinos
- 4.ª edición de los Premios Grammy Latinos
- 5.ª edición de los Premios Grammy Latinos
- 6.ª edición de los Premios Grammy Latinos
- 7.ª edición de los Premios Grammy Latinos
- 8.ª edición de los Premios Grammy Latinos
- 9.ª edición de los Premios Grammy Latinos
- 10.ª edición de los Premios Grammy Latinos
- 11.ª edición de los Premios Grammy Latinos
- 12.ª edición de los Premios Grammy Latinos
- 13.ª edición de los Premios Grammy Latinos
- 14.ª edición de los Premios Grammy Latinos
- 15.ª edición de los Premios Grammy Latinos
- 16.ª edición de los Premios Grammy Latinos
- 17.ª edición de los Premios Grammy Latinos
- 18.ª edición de los Premios Grammy Latinos
- 19.ª edición de los Premios Grammy Latinos
- 20.ª edición de los Premios Grammy Latinos
- 21.ª edición de los Premios Grammy Latinos
- 22.ª edición de los Premios Grammy Latinos
- 23.ª edición de los Premios Grammy Latinos
- 24.ª edición de los Premios Grammy Latinos
- 25.ª edición de los Premios Grammy Latinos
- 26.ª edición de los Premios Grammy Latinos

## Récords
El rapero puertorriqueño Residente (incluyendo aquellos que ganó siendo parte del grupo musical Calle 13), es el artista con más premios ganados (32 en total). La cantante mexicana Natalia Lafourcade es la artista femenina con más premios (17 en total).